# Nederland op het Europees kampioenschap voetbal 2024
Nederland was een van de deelnemende landen aan het Europees kampioenschap voetbal 2024 in Duitsland. Het was de elfde deelname van het land en de tweede opeenvolgende. Ronald Koeman was de bondscoach. Nederland reikte tot de halve finale, waarin het uitgeschakeld werd door Engeland (1–2).

## Kwalificatie
Nederland werd op 9 oktober 2022 ingedeeld in EK-kwalificatiegroep B met Frankrijk, Ierland, Griekenland en Gibraltar. Het verloor zijn eerste wedstrijd met 4–0 op bezoek bij Frankrijk door vroege doelpunten van Antoine Griezmann en Dayot Upamecano en twee treffers van Kylian Mbappé. De eerste thuiswedstrijd werd met 3–0 gewonnen van Gibraltar, dankzij een doelpunt van Memphis Depay en twee van Nathan Aké. In juni 2023 kwam Nederland niet in actie in de EK-kwalificatie vanwege zijn deelname aan de finaleronde van de UEFA Nations League. In september 2023 won het vervolgens in Eindhoven met 3–0 van Griekenland, dankzij drie doelpunten in de eerste helft, en wist het in Dublin een 1–0 achterstand om te zetten in een 1–2 overwinning. Op 13 oktober 2023 verloor Nederland door doelpunten van Mbappé thuis met 1–2 van Frankrijk. Drie dagen later maakte Virgil van Dijk vanaf elf meter het enige doelpunt in de uitwedstrijd tegen Griekenland, waardoor Nederland met een 0–1 zege een grote stap zette richting EK-kwalificatie. Deelname aan het EK werd een feit toen Wout Weghorst het enige doelpunt maakte in het thuisduel tegen Ierland op 18 november 2023. De kwalificatiecampagne werd drie dagen later afgesloten met een 0–3 zege op bezoek bij Gibraltar, mede dankzij een hattrick van Calvin Stengs.

### Wedstrijden
| Datum             | Thuisteam   | Score | Uitteam     | Stadion             |
| ----------------- | ----------- | ----- | ----------- | ------------------- |
| 24 maart 2023     | Frankrijk   | 4 – 0 | Nederland   | Stade de France     |
| 27 maart 2023     | Nederland   | 3 – 0 | Gibraltar   | Stadion Feijenoord  |
| 7 september 2023  | Nederland   | 3 – 0 | Griekenland | Philips Stadion     |
| 10 september 2023 | Ierland     | 1 – 2 | Nederland   | Avivastadion        |
| 13 oktober 2023   | Nederland   | 1 – 2 | Frankrijk   | Johan Cruijff ArenA |
| 16 oktober 2023   | Griekenland | 0 – 1 | Nederland   | Agia Sofiastadion   |
| 18 november 2023  | Nederland   | 1 – 0 | Ierland     | Johan Cruijff ArenA |
| 21 november 2023  | Gibraltar   | 0 – 6 | Nederland   | Estádio Algarve     |

### Stand groep B
| Pos | Team        | Wed | W | G | V | Ptn | DV | DT | +/− | Kwalificatie                     |
| --- | ----------- | --- | - | - | - | --- | -- | -- | --- | -------------------------------- |
| 1   | Frankrijk   | 8   | 7 | 1 | 0 | 22  | 29 | 3  | +26 | Geplaatst voor het hoofdtoernooi |
| 2   | Nederland   | 8   | 6 | 0 | 2 | 18  | 17 | 7  | +10 | Geplaatst voor het hoofdtoernooi |
| 3   | Griekenland | 8   | 4 | 1 | 3 | 13  | 14 | 8  | +6  | Geplaatst voor de play-offs      |
| 4   | Ierland     | 8   | 2 | 0 | 6 | 6   | 9  | 10 | −1  |                                  |
| 5   | Gibraltar   | 8   | 0 | 0 | 8 | 0   | 0  | 41 | −41 |                                  |

### Spelersstatistieken
Bondscoach Ronald Koeman maakte tijdens de kwalificatiecampagne gebruik van 37 spelers, waarvan er 3 iedere wedstrijd in actie kwamen.
| Naam                 | GW |   |   |   |   |   |   |
| -------------------- | -- | - | - | - | - | - | - |
| Virgil van Dijk      | 8  | 1 | 0 | 0 | 0 | 0 | 1 |
| Xavi Simons          | 8  | 0 | 1 | 0 | 0 | 1 | 5 |
| Wout Weghorst        | 8  | 3 | 1 | 0 | 0 | 2 | 3 |
| Donyell Malen        | 7  | 0 | 0 | 0 | 0 | 5 | 2 |
| Denzel Dumfries      | 6  | 0 | 1 | 0 | 0 | 0 | 2 |
| Nathan Aké           | 6  | 2 | 1 | 0 | 0 | 0 | 2 |
| Tijjani Reijnders    | 6  | 0 | 0 | 0 | 0 | 3 | 1 |
| Mats Wieffer         | 5  | 1 | 1 | 0 | 0 | 1 | 3 |
| Cody Gakpo           | 5  | 3 | 1 | 0 | 0 | 2 | 3 |
| Joey Veerman         | 5  | 0 | 1 | 0 | 0 | 3 | 1 |
| Marten de Roon       | 5  | 1 | 0 | 0 | 0 | 2 | 3 |
| Bart Verbruggen      | 4  | 0 | 0 | 0 | 0 | 0 | 0 |
| Quilindschy Hartman  | 4  | 1 | 0 | 0 | 0 | 0 | 2 |
| Lutsharel Geertruida | 4  | 0 | 2 | 0 | 0 | 0 | 2 |
| Stefan de Vrij       | 3  | 0 | 0 | 0 | 0 | 1 | 0 |
| Matthijs de Ligt     | 3  | 0 | 0 | 0 | 0 | 1 | 1 |
| Steven Berghuis      | 3  | 0 | 0 | 0 | 0 | 1 | 2 |
| Teun Koopmeiners     | 3  | 1 | 0 | 0 | 0 | 2 | 0 |
| Jasper Cillessen     | 2  | 0 | 0 | 0 | 0 | 0 | 0 |
| Mark Flekken         | 2  | 0 | 0 | 0 | 0 | 0 | 0 |
| Frenkie de Jong      | 2  | 0 | 0 | 0 | 0 | 0 | 1 |
| Memphis Depay        | 2  | 1 | 0 | 0 | 0 | 0 | 1 |
| Georginio Wijnaldum  | 2  | 0 | 0 | 0 | 0 | 0 | 1 |
| Steven Bergwijn      | 2  | 0 | 0 | 0 | 0 | 1 | 0 |
| Davy Klaassen        | 2  | 0 | 0 | 0 | 0 | 2 | 0 |
| Noa Lang             | 2  | 0 | 0 | 0 | 0 | 2 | 0 |
| Micky van de Ven     | 2  | 0 | 0 | 0 | 0 | 2 | 0 |
| Tyrell Malacia       | 2  | 0 | 0 | 0 | 0 | 2 | 0 |
| Calvin Stengs        | 1  | 3 | 0 | 0 | 0 | 0 | 0 |
| Jordan Teze          | 1  | 0 | 1 | 0 | 0 | 0 | 0 |
| Jurriën Timber       | 1  | 0 | 0 | 0 | 0 | 0 | 0 |
| Jerdy Schouten       | 1  | 0 | 0 | 0 | 0 | 0 | 1 |
| Thijs Dallinga       | 1  | 0 | 0 | 0 | 0 | 1 | 0 |
| Jorrel Hato          | 1  | 0 | 0 | 0 | 0 | 1 | 0 |
| Kenneth Taylor       | 1  | 0 | 0 | 0 | 0 | 0 | 1 |
| Brian Brobbey        | 1  | 0 | 0 | 0 | 0 | 1 | 0 |
| Jeremie Frimpong     | 1  | 0 | 0 | 0 | 0 | 1 | 0 |

## Voorbereiding
Tussen 27 en 29 mei 2024 doorliepen 17 spelers uit de voorlopige selectie zonder clubverplichtingen een trainingsstage, waarna de definitieve selectie op 1 juni 2024 in Zeist startte met de officiële voorbereiding.

### Wedstrijden
|                                                |                                                    |         |           |                                                                                     |
| 22 maart 2024 «onderlinge duels» 20:45 (UTC+1) | Nederland                                          | 4 – 0   | Schotland | Johan Cruijff ArenA, Amsterdam Toeschouwers: 46.223 Scheidsrechter: Erik Lambrechts |
| 22 maart 2024 «onderlinge duels» 20:45 (UTC+1) | Reijnders 40' Wijnaldum 72' Weghorst 84' Malen 86' | Verslag |           | Johan Cruijff ArenA, Amsterdam Toeschouwers: 46.223 Scheidsrechter: Erik Lambrechts |

|                                                |                              |         |            |                                                                                        |
| 26 maart 2024 «onderlinge duels» 20:45 (UTC+1) | Duitsland                    | 2 – 1   | Nederland  | Deutsche Bank Park, Frankfurt am Main Toeschouwers: 48.390 Scheidsrechter: Espen Eskås |
| 26 maart 2024 «onderlinge duels» 20:45 (UTC+1) | Mittelstädt 11' Füllkrug 85' | Verslag | 4' Veerman | Deutsche Bank Park, Frankfurt am Main Toeschouwers: 48.390 Scheidsrechter: Espen Eskås |

|                                              |                                                  |         |        |                                                                                |
| 6 juni 2024 «onderlinge duels» 20:45 (UTC+2) | Nederland                                        | 4 – 0   | Canada | Stadion Feijenoord, Rotterdam Toeschouwers: 36.060 Scheidsrechter: Rohit Saggi |
| 6 juni 2024 «onderlinge duels» 20:45 (UTC+2) | Depay 50' Frimpong 57' Weghorst 63' Van Dijk 83' | Verslag |        | Stadion Feijenoord, Rotterdam Toeschouwers: 36.060 Scheidsrechter: Rohit Saggi |

|                                               |                                                  |         |         |                                                                                        |
| 10 juni 2024 «onderlinge duels» 20:45 (UTC+2) | Nederland                                        | 4 – 0   | IJsland | Stadion Feijenoord, Rotterdam Toeschouwers: 42.000 Scheidsrechter: Evangelos Manouchos |
| 10 juni 2024 «onderlinge duels» 20:45 (UTC+2) | Simons 23' Van Dijk 49' Malen 79' Weghorst 90+3' | Verslag |         | Stadion Feijenoord, Rotterdam Toeschouwers: 42.000 Scheidsrechter: Evangelos Manouchos |

## Eindronde

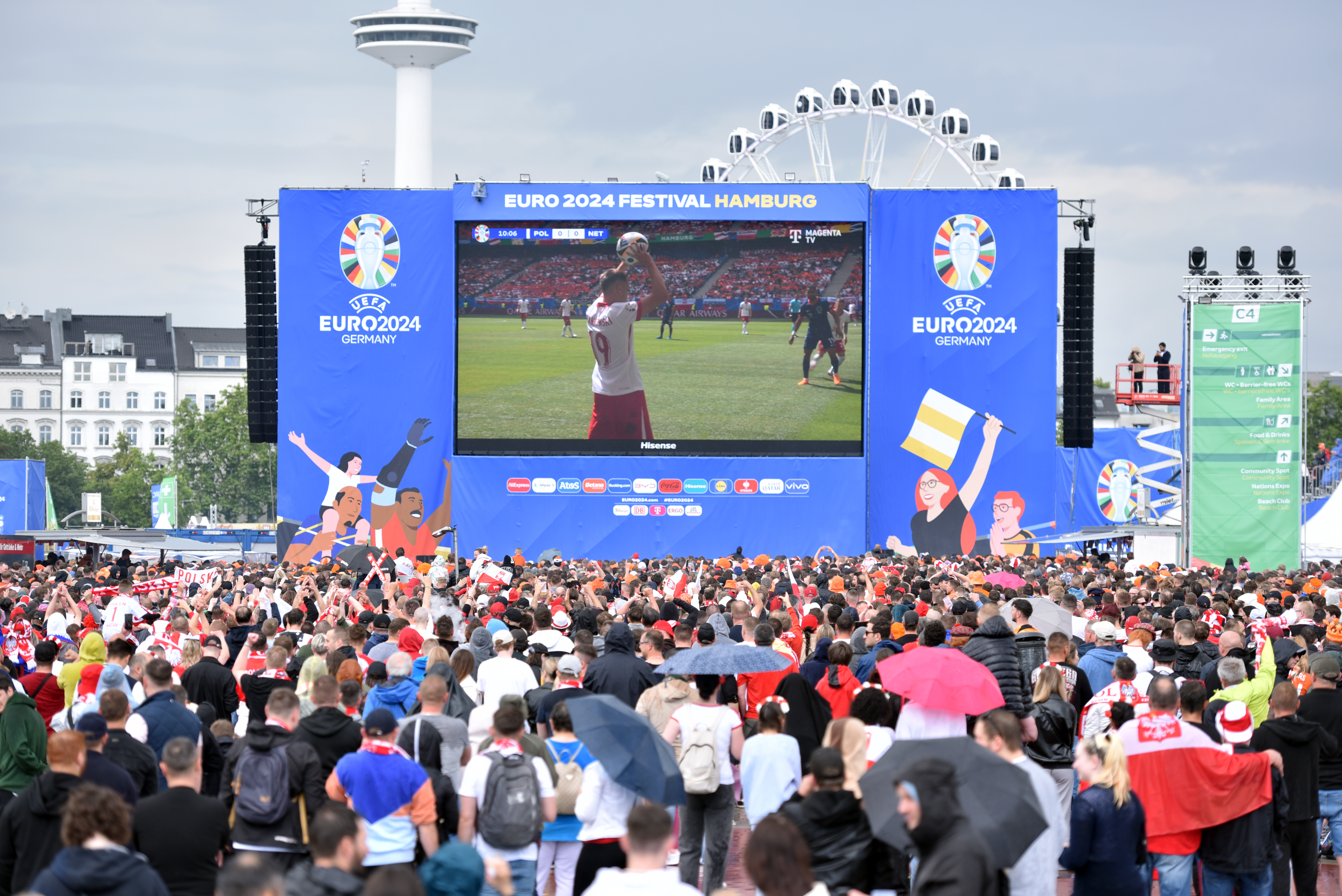
Fans kijken naar de groepswedstrijd tegen Polen in een fanzone in Hamburg.

Nederland werd op 2 december 2023 ingedeeld in groep D met Polen als winnaar van de play-offs, Oostenrijk en Frankrijk. Nederland was oorspronkelijk van plan tijdens het toernooi te verblijven in München, maar besloot na de loting te verblijven in The Ritz-Carlton in Wolfsburg en te trainen in het AOK Stadion. Het Nederlands elftal reisde op 11 juni 2024 af naar Duitsland.
Nederland trapte zijn EK op 16 juni 2024 af in Hamburg tegen Polen. Brian Brobbey zat wegens een hamstringblessure niet bij de wedstrijdselectie, terwijl bij de tegenstander Robert Lewandowski door blessureleed niet in actie kwam. Polen opende in de zestiende minuut de score via het hoofd van Adam Buksa uit een hoekschop van Piotr Zieliński. Na enkele kansen gemist te hebben kwam Nederland in de 29ste minuut op gelijke hoogte toen een schot van Cody Gakpo via Bartosz Salamon in het doel van Wojciech Szczęsny eindigde. Na enkele reddingen van Szczęsny en Bart Verbruggen werd in de 83ste minuut de winnende 2–1 gemaakt door Wout Weghorst, op aangeven van Nathan Aké.
Nederland speelde op 21 juni 2024 zijn tweede wedstrijd, tegen Frankrijk in Leipzig. Mike Maignan redde in de eerste minuut op een doelpoging van Jeremie Frimpong en Verbruggen redde drie minuten later aan de andere kant een schot van Antoine Griezmann. Vervolgens schoot Griezmann naast en stuitte Gakpo op Maignan. In de tweede helft schoot Marcus Thuram twee keer naast, kopte Aurélien Tchouaméni over en keerde Verbruggen een schot van dichtbij van Griezmann. In de 69ste minuut vond Xavi Simons het net, maar zijn doelpunt werd door de grensrechter afgekeurd, omdat Denzel Dumfries in buitenspelpositie Maignan hinderde. Zo eindigde het duel doelpuntloos.
Nederland was voorafgaand aan zijn laatste groepswedstrijd, tegen Oostenrijk op 25 juni 2024 in Berlijn, verzekerd van kwalificatie voor de knock-outfase. In de zesde minuut kwam Oostenrijk op een voorsprong toen Donyell Malen een voorzet van Alexander Prass wilde wegwerken, maar de bal zelf in het doel van Verbruggen gleed. Aan de andere kant schoot Malen halverwege de eerste helft voorlangs. In het restant van de eerste helft redde Verbruggen op doelpogingen van Marcel Sabitzer en Marko Arnautović en kopte Memphis Depay op de paal. Ruim een minuut na de rust maakte Gakpo de gelijkmaker op aangeven van Simons, maar Oostenrijk herstelde zijn voorsprong in de 59ste minuut met een kopbal van Romano Schmid na terugleggen van Florian Grillitsch. In de 75ste minuut schoot Depay de 2–2 binnen. Het doelpunt werd in eerste instantie afgekeurd door scheidsrechter Ivan Kružliak, maar hij oordeelde na het zien van videobeelden dat Depay geen hands had gemaakt en dat de treffer geldig was. Vijf minuten later schoot Sabitzer raak voor Oostenrijk in de korte hoek, waarmee hij Oostenrijk voor de derde keer op een voorsprong zette. Vervolgens kopte Weghorst nog over. Door de 3–2 nederlaag eindigde Nederland met vier punten in de groep als een van de vier beste nummers 3.
Nederland speelde op 2 juli 2024 in München in de achtste finales tegen Roemenië, dat als eerste was geëindigd in groep E. Nadat Simons in de handen van Florin Niță had geschoten en Dennis Man over had geschoten aan de andere kant, opende Gakpo in de twintigste minuut de score met een schot in de korte hoek. Later in de eerste helft kopte Stefan de Vrij naast en schoot Simons naast. In de tweede helft kopte aanvoerder Virgil van Dijk op de paal en werd een schot van Gakpo gekeerd door Niță. Vervolgens dacht Gakpo zijn tweede doelpunt te hebben gemaakt, maar zijn doelpunt werd door de videoscheidsrechter afgekeurd wegens buitenspel. In de slotfase breidde invaller Malen de score uit naar een 3–0 overwinning, na terugleggen van Gakpo en uit een counter. Zo plaatste Nederland zich voor het eerst sinds 2008 voor de kwartfinales van het EK.
Nederland speelde op 6 juli 2024 in Berlijn de kwartfinale tegen Turkije, dat in de achtste finales won van Oostenrijk. Ian Maatsen miste de wedstrijd wegens ziekte. In de eerste minuut schoot Depay over. Tien minuten later deed Salih Özcan dat aan de andere kant. Samet Akaydın kopte tien minuten voor de rust het openingsdoelpunt binnen voor Turkije uit een voorzet van Arda Güler. In het restant van de eerste helft bleef Nederland ongevaarlijk, waarbij Steven Bergwijn nog over schoot. In de tweede helft schoot Güler een vrije trap op de paal, keerde Verbruggen een schot van Kenan Yıldız en redde Mert Günok een doelpoging van invaller Weghorst alvorens Nederland de achterstand omdraaide in een 2–1 voorsprong; eerst kopte een vrij staande De Vrij raak uit een voorzet van Depay en vervolgens tikte Mert Müldür een voorzet van Dumfries in zijn eigen doel bij een poging Gakpo te verdedigen. Nederland hield in het restant van het duel stand, mede omdat schoten van Zeki Çelik en Kerem Aktürkoğlu geblokt werden en Verbruggen een doelpoging van Semih Kılıçsoy keerde. Diep in de blessuretijd kreeg Bertuğ Yıldırım een rode kaart op de Turkse reservebank. Zo plaatste Nederland zich voor het eerst sinds 2004 voor de halve finales van het EK.
Nederland speelt op 10 juli 2024 in de halve finale in Dortmund tegen Engeland, dat in de kwartfinales won van Zwitserland. In de zevende minuut zette Simons Declan Rice van de bal af om vervolgens vanaf buiten het strafschopgebied raak te schieten in de verre bovenhoek. Negen minuten later kende scheidsrechter Felix Zwayer na het bekijken van de videobeelden een strafschop toe aan Engeland na contact tussen Dumfries en Harry Kane, die vervolgens vanaf elf meter raak schoot. Dumfries voorkwam vervolgens op de doellijn dat Phil Foden de Engelsen op een voorsprong zette en kopte aan de andere kant op de lat uit een hoekschop. Ook Foden raakte vervolgens het houtwerk, met een schot vanaf buiten het strafschopgebied. Depay verliet tien minuten voor de rust geblesseerd het veld. In de tweede helft redde Jordan Pickford een schot van Van Dijk en eindigde ook een schot van Simons in zijn handen. Een doelpunt van Bukayo Saka werd vervolgens door de grensrecht afgekeurd wegens buitenspel. In de 88ste minuut miste invaller Cole Palmer het doel bij een schot. Twee minuten later maakte invaller Ollie Watkins het winnende doelpunt voor Engeland uit de draai. Zo werd Nederland voor de vijfde maal uitgeschakeld in de halve finales van het EK.

### Selectie, staf en statistieken
Voorafgaand aan het toernooi werd Sipke Hulshoff als assistent-bondscoach vervangen door Dwight Lodeweges. Op 16 mei 2024 werd een voorlopige selectie van dertig spelers bekendgemaakt. Uit die selectie haakten Marten de Roon en Quinten Timber geblesseerd af en werden ook Ian Maatsen en Nick Olij niet opgenomen in de 26-koppige definitieve selectie, die op 29 mei 2024 werd bekendgemaakt. Op 6 juni 2024 werden de rugnummers bekendgemaakt. Op 10 juni 2024 werd bekend dat Frenkie de Jong met een blessure afhaakte. Een dag later werd Maatsen opgeroepen als zijn vervanger en werd bekend dat ook Teun Koopmeiners geblesseerd afhaakte voor het toernooi. Op 12 juni 2024 werd Joshua Zirkzee bij de selectie gehaald. Daley Blind was met 107 interlands en 34 jaar de meest ervaren en oudste speler van de selectie. Maatsen en Zirkzee waren met 0 interlands de minst ervaren international van de selectie, terwijl Xavi Simons met 21 jaar de jongste speler in de selectie was.
| Nr. | Naam                 | Geboortedatum    | GW |   |   |   |   |   |   | Club                   | Positie(s) |
| --- | -------------------- | ---------------- | -- | - | - | - | - | - | - | ---------------------- | ---------- |
| 1   | Bart Verbruggen      | 18 augustus 2002 | 6  | 0 | 0 | 0 | 0 | 0 | 0 | Brighton & Hove Albion | DM         |
| 2   | Lutsharel Geertruida | 18 juli 2000     | 2  | 0 | 0 | 0 | 0 | 1 | 0 | Feyenoord              | RA, CV     |
| 3   | Matthijs de Ligt     | 12 augustus 1999 | 0  | 0 | 0 | 0 | 0 | 0 | 0 | Bayern München         | CV         |
| 4   | Virgil van Dijk      | 8 juli 1991      | 6  | 0 | 2 | 0 | 0 | 0 | 0 | Liverpool FC           | CV         |
| 5   | Nathan Aké           | 18 februari 1995 | 6  | 0 | 1 | 0 | 0 | 0 | 3 | Manchester City        | CV, LA     |
| 6   | Stefan de Vrij       | 5 februari 1992  | 6  | 1 | 0 | 0 | 0 | 0 | 0 | Inter Milan            | CV         |
| 7   | Xavi Simons          | 21 april 2003    | 6  | 1 | 2 | 0 | 0 | 1 | 4 | RB Leipzig             | AM, RB     |
| 8   | Georginio Wijnaldum  | 11 november 1990 | 3  | 0 | 0 | 0 | 0 | 3 | 0 | Al-Ettifaq             | CM         |
| 9   | Wout Weghorst        | 7 augustus 1992  | 6  | 1 | 1 | 0 | 0 | 6 | 0 | TSG Hoffenheim         | SP         |
| 10  | Memphis Depay        | 13 februari 1994 | 6  | 1 | 0 | 0 | 0 | 0 | 5 | Atlético Madrid        | SP         |
| 11  | Cody Gakpo           | 7 mei 1999       | 6  | 3 | 0 | 0 | 0 | 0 | 4 | Liverpool FC           | LB, SP     |
| 12  | Jeremie Frimpong     | 10 december 2000 | 3  | 0 | 0 | 0 | 0 | 2 | 1 | Bayer Leverkusen       | RA, RM     |
| 13  | Justin Bijlow        | 22 januari 1998  | 0  | 0 | 0 | 0 | 0 | 0 | 0 | Feyenoord              | DM         |
| 14  | Tijjani Reijnders    | 29 juli 1998     | 6  | 0 | 0 | 0 | 0 | 0 | 2 | AC Milan               | CM         |
| 15  | Micky van de Ven     | 19 april 2001    | 4  | 0 | 0 | 0 | 0 | 4 | 0 | Tottenham Hotspur      | CV         |
| 16  | Joey Veerman         | 19 november 1998 | 6  | 0 | 1 | 0 | 0 | 4 | 2 | PSV                    | CM         |
| 17  | Daley Blind          | 9 maart 1990     | 1  | 0 | 0 | 0 | 0 | 1 | 0 | Girona FC              | CV, LA     |
| 18  | Donyell Malen        | 19 januari 1999  | 4  | 2 | 1 | 0 | 0 | 2 | 2 | Borussia Dortmund      | RB, SP     |
| 19  | Brian Brobbey        | 1 februari 2002  | 1  | 0 | 0 | 0 | 0 | 1 | 0 | AFC Ajax               | SP         |
| 20  | Ian Maatsen          | 10 maart 2002    | 0  | 0 | 0 | 0 | 0 | 0 | 0 | Borussia Dortmund      | LA         |
| 21  | Joshua Zirkzee       | 22 mei 2001      | 2  | 0 | 0 | 0 | 0 | 2 | 0 | Bologna FC             | SP         |
| 22  | Denzel Dumfries      | 18 april 1996    | 5  | 0 | 2 | 0 | 0 | 0 | 1 | Inter Milan            | RA, RM     |
| 23  | Mark Flekken         | 13 juni 1993     | 0  | 0 | 0 | 0 | 0 | 0 | 0 | Brentford FC           | DM         |
| 24  | Jerdy Schouten       | 12 januari 1997  | 6  | 0 | 1 | 0 | 0 | 0 | 1 | PSV                    | VM, CV     |
| 25  | Steven Bergwijn      | 8 oktober 1997   | 2  | 0 | 0 | 0 | 0 | 0 | 2 | AFC Ajax               | LB         |
| 26  | Ryan Gravenberch     | 16 mei 2002      | 0  | 0 | 0 | 0 | 0 | 0 | 0 | Liverpool FC           | CM         |

| Naam              | Functie              |
| ----------------- | -------------------- |
| Ronald Koeman     | Bondscoach           |
| Erwin Koeman      | Assistent-bondscoach |
| Dwight Lodeweges  | Assistent-bondscoach |
| Patrick Lodewijks | Keeperstrainer       |

### Stand groep D
| Pos | Team       | Wed | W | G | V | Ptn | DV | DT | +/− | Kwalificatie                                     |
| --- | ---------- | --- | - | - | - | --- | -- | -- | --- | ------------------------------------------------ |
| 1   | Oostenrijk | 3   | 2 | 0 | 1 | 6   | 6  | 4  | +2  | Naar de knock-outfase                            |
| 2   | Frankrijk  | 3   | 1 | 2 | 0 | 5   | 2  | 1  | +1  | Naar de knock-outfase                            |
| 3   | Nederland  | 3   | 1 | 1 | 1 | 4   | 4  | 4  | 0   | Naar de knock-outfase (bij de beste 4 nummers 3) |
| 4   | Polen      | 3   | 0 | 1 | 2 | 1   | 3  | 6  | −3  |                                                  |

### Wedstrijden

#### Groepsfase
|                                               |           |         |                        |                                                                                  |
| 16 juni 2024 «onderlinge duels» 15:00 (UTC+2) | Polen     | 1 – 2   | Nederland              | Volksparkstadion, Hamburg Toeschouwers: 48.117 Scheidsrechter: Artur Soares Dias |
| 16 juni 2024 «onderlinge duels» 15:00 (UTC+2) | Buksa 16' | Verslag | 29' Gakpo 83' Weghorst | Volksparkstadion, Hamburg Toeschouwers: 48.117 Scheidsrechter: Artur Soares Dias |

| Polen | Nederland |

| DM              | 01 | Wojciech Szczęsny ( 78') |     |
| CV              | 05 | Jan Bednarek             |     |
| CV              | 02 | Bartosz Salamon          | 86' |
| CV              | 14 | Jakub Kiwior             |     |
| RM              | 19 | Przemysław Frankowski    |     |
| CM              | 10 | Piotr Zieliński          | 78' |
| CM              | 13 | Taras Romanczuk          | 55' |
| LM              | 21 | Nicola Zalewski          |     |
| RB              | 26 | Kacper Urbański          | 55' |
| SP              | 16 | Adam Buksa               |     |
| LB              | 20 | Sebastian Szymański      | 46' |
| Wisselspelers:  |    |                          |     |
| DM              | 12 | Łukasz Skorupski         |     |
| DM              | 22 | Marcin Bułka             |     |
| VD              | 04 | Sebastian Walukiewicz    |     |
| VD              | 15 | Tymoteusz Puchacz        |     |
| VD              | 18 | Bartosz Bereszyński      | 86' |
| MV              | 03 | Paweł Dawidowicz         |     |
| MV              | 06 | Jakub Piotrowski         | 78' |
| MV              | 08 | Jakub Moder              | 46' |
| MV              | 11 | Kamil Grosicki           |     |
| MV              | 17 | Damian Szymański         |     |
| MV              | 24 | Bartosz Slisz            | 55' |
| AV              | 07 | Karol Świderski          | 55' |
| AV              | 09 | Robert Lewandowski       |     |
| AV              | 23 | Krzysztof Piątek         |     |
| AV              | 25 | Michał Skóraś            |     |
| Coach:          |    |                          |     |
| Michał Probierz |    |                          |     |

| DM             | 01 | Bart Verbruggen      |         |
| RA             | 22 | Denzel Dumfries      |         |
| CV             | 06 | Stefan de Vrij       |         |
| CV             | 04 | Virgil van Dijk      |         |
| LA             | 05 | Nathan Aké           | 87'     |
| CM             | 24 | Jerdy Schouten       |         |
| CM             | 14 | Tijjani Reijnders    |         |
| CM             | 16 | Joey Veerman         | 15' 62' |
| RB             | 07 | Xavi Simons          | 62'     |
| SP             | 10 | Memphis Depay        | 81'     |
| LB             | 11 | Cody Gakpo           | 81'     |
| Wisselspelers: |    |                      |         |
| DM             | 13 | Justin Bijlow        |         |
| DM             | 23 | Mark Flekken         |         |
| VD             | 02 | Lutsharel Geertruida |         |
| VD             | 03 | Matthijs de Ligt     |         |
| VD             | 12 | Jeremie Frimpong     | 81'     |
| VD             | 15 | Micky van de Ven     | 87'     |
| VD             | 20 | Ian Maatsen          |         |
| VD             | 17 | Daley Blind          |         |
| MV             | 08 | Georginio Wijnaldum  | 62'     |
| MV             | 26 | Ryan Gravenberch     |         |
| AV             | 09 | Wout Weghorst        | 81'     |
| AV             | 18 | Donyell Malen        | 62'     |
| AV             | 21 | Joshua Zirkzee       |         |
| AV             | 25 | Steven Bergwijn      |         |
| Coach:         |    |                      |         |
| Ronald Koeman  |    |                      |         |

|                                               |           |       |           |                                                                             |
| 21 juni 2024 «onderlinge duels» 21:00 (UTC+2) | Nederland | 0 – 0 | Frankrijk | Red Bull Arena, Leipzig Toeschouwers: 38.531 Scheidsrechter: Anthony Taylor |
| 21 juni 2024 «onderlinge duels» 21:00 (UTC+2) | Verslag   |       |           | Red Bull Arena, Leipzig Toeschouwers: 38.531 Scheidsrechter: Anthony Taylor |

| Nederland | Frankrijk |

| DM             | 01 | Bart Verbruggen      |         |
| RA             | 22 | Denzel Dumfries      |         |
| CV             | 06 | Stefan de Vrij       |         |
| CV             | 04 | Virgil van Dijk      |         |
| LA             | 05 | Nathan Aké           |         |
| CM             | 24 | Jerdy Schouten       | 31' 73' |
| CM             | 07 | Xavi Simons          | 73'     |
| CM             | 14 | Tijjani Reijnders    |         |
| RB             | 12 | Jeremie Frimpong     | 73'     |
| SP             | 10 | Memphis Depay        | 79'     |
| LB             | 11 | Cody Gakpo           |         |
| Wisselspelers: |    |                      |         |
| DM             | 13 | Justin Bijlow        |         |
| DM             | 23 | Mark Flekken         |         |
| VD             | 02 | Lutsharel Geertruida | 73'     |
| VD             | 03 | Matthijs de Ligt     |         |
| VD             | 15 | Micky van de Ven     |         |
| VD             | 20 | Ian Maatsen          |         |
| VD             | 17 | Daley Blind          |         |
| MV             | 08 | Georginio Wijnaldum  | 73'     |
| MV             | 16 | Joey Veerman         | 73'     |
| MV             | 26 | Ryan Gravenberch     |         |
| AV             | 09 | Wout Weghorst        | 79'     |
| AV             | 18 | Donyell Malen        |         |
| AV             | 19 | Brian Brobbey        |         |
| AV             | 21 | Joshua Zirkzee       |         |
| AV             | 25 | Steven Bergwijn      |         |
| Coach:         |    |                      |         |
| Ronald Koeman  |    |                      |         |

| DM               | 16 | Mike Maignan        |     |
| RA               | 05 | Jules Koundé        |     |
| CV               | 04 | Dayot Upamecano     |     |
| CV               | 17 | William Saliba      |     |
| LA               | 22 | Theo Hernández      |     |
| CM               | 08 | Aurélien Tchouaméni |     |
| CM               | 13 | N'Golo Kanté        |     |
| CM               | 14 | Adrien Rabiot       |     |
| RB               | 11 | Ousmane Dembélé     | 75' |
| SP               | 15 | Marcus Thuram       | 75' |
| LB               | 07 | Antoine Griezmann   |     |
| Wisselspelers:   |    |                     |     |
| DM               | 01 | Brice Samba         |     |
| DM               | 23 | Alphonse Aréola     |     |
| VD               | 02 | Benjamin Pavard     |     |
| VD               | 03 | Ferland Mendy       |     |
| VD               | 21 | Jonathan Clauss     |     |
| VD               | 24 | Ibrahima Konaté     |     |
| MV               | 06 | Eduardo Camavinga   |     |
| MV               | 18 | Warren Zaïre-Emery  |     |
| MV               | 19 | Youssouf Fofana     |     |
| AV               | 09 | Olivier Giroud      | 75' |
| AV               | 10 | Kylian Mbappé       |     |
| AV               | 12 | Randal Kolo Muani   |     |
| AV               | 20 | Kingsley Coman      | 75' |
| AV               | 25 | Bradley Barcola     |     |
| Coach:           |    |                     |     |
| Didier Deschamps |    |                     |     |

|                                               |                     |         |                                         |                                                                            |
| 25 juni 2024 «onderlinge duels» 18:00 (UTC+2) | Nederland           | 2 – 3   | Oostenrijk                              | Olympiastadion, Berlijn Toeschouwers: 68.363 Scheidsrechter: Ivan Kružliak |
| 25 juni 2024 «onderlinge duels» 18:00 (UTC+2) | Gakpo 47' Depay 75' | Verslag | 6' (e.d.) Malen 59' Schmid 80' Sabitzer | Olympiastadion, Berlijn Toeschouwers: 68.363 Scheidsrechter: Ivan Kružliak |

| Nederland | Oostenrijk |

| DM             | 01 | Bart Verbruggen      |     |
| RA             | 02 | Lutsharel Geertruida |     |
| CV             | 06 | Stefan de Vrij       |     |
| CV             | 04 | Virgil van Dijk      |     |
| LA             | 05 | Nathan Aké           | 65' |
| CM             | 14 | Tijjani Reijnders    | 65' |
| CM             | 24 | Jerdy Schouten       |     |
| CM             | 16 | Joey Veerman         | 35' |
| RB             | 18 | Donyell Malen        | 72' |
| SP             | 10 | Memphis Depay        |     |
| LB             | 11 | Cody Gakpo           |     |
| Wisselspelers: |    |                      |     |
| DM             | 13 | Justin Bijlow        |     |
| DM             | 23 | Mark Flekken         |     |
| VD             | 03 | Matthijs de Ligt     |     |
| VD             | 12 | Jeremie Frimpong     |     |
| VD             | 15 | Micky van de Ven     | 65' |
| VD             | 20 | Ian Maatsen          |     |
| VD             | 22 | Denzel Dumfries      |     |
| VD             | 17 | Daley Blind          |     |
| MV             | 08 | Georginio Wijnaldum  | 65' |
| MV             | 26 | Ryan Gravenberch     |     |
| AV             | 07 | Xavi Simons          | 35' |
| AV             | 09 | Wout Weghorst        | 72' |
| AV             | 19 | Brian Brobbey        |     |
| AV             | 21 | Joshua Zirkzee       |     |
| AV             | 25 | Steven Bergwijn      |     |
| Coach:         |    |                      |     |
| Ronald Koeman  |    |                      |     |

| DM             | 13 | Patrick Pentz         |           |
| RA             | 05 | Stefan Posch          | 32'       |
| CV             | 02 | Maximilian Wöber      |           |
| CV             | 15 | Philipp Lienhart      | 62'       |
| LA             | 08 | Alexander Prass       |           |
| CM             | 06 | Nicolas Seiwald       |           |
| CM             | 10 | Florian Grillitsch    | 62'       |
| AM             | 09 | Marcel Sabitzer       |           |
| RB             | 23 | Patrick Wimmer        | 33' 62'   |
| SP             | 07 | Marko Arnautović      | 78'       |
| LB             | 18 | Romano Schmid         | 90+2'     |
| Wisselspelers: |    |                       |           |
| DM             | 01 | Heinz Lindner         |           |
| DM             | 12 | Niklas Hedl           |           |
| VD             | 03 | Gernot Trauner        |           |
| VD             | 04 | Kevin Danso           |           |
| VD             | 14 | Leopold Querfeld      | 62' 90+4' |
| VD             | 16 | Phillipp Mwene        |           |
| VD             | 21 | Flavius Daniliuc      |           |
| MV             | 17 | Florian Kainz         |           |
| MV             | 19 | Christoph Baumgartner | 62'       |
| MV             | 20 | Konrad Laimer         | 62'       |
| MV             | 22 | Matthias Seidl        |           |
| AV             | 11 | Michael Gregoritsch   | 78'       |
| AV             | 24 | Andreas Weimann       | 90+2'     |
| AV             | 25 | Maximilian Entrup     |           |
| AV             | 26 | Marco Grüll           |           |
| Coach:         |    |                       |           |
| Ralf Rangnick  |    |                       |           |

#### Achtste finale
|                                              |          |         |                            |                                                                          |
| 2 juli 2024 «onderlinge duels» 18:00 (UTC+2) | Roemenië | 0 – 3   | Nederland                  | Allianz Arena, München Toeschouwers: 65.012 Scheidsrechter: Felix Zwayer |
| 2 juli 2024 «onderlinge duels» 18:00 (UTC+2) |          | Verslag | 20' Gakpo 83', 90+3' Malen | Allianz Arena, München Toeschouwers: 65.012 Scheidsrechter: Felix Zwayer |

| Roemenië | Nederland |

| DM                | 01 | Florin Niță        |         |
| RA                | 02 | Andrei Rațiu       |         |
| CV                | 03 | Radu Drăgușin      |         |
| CV                | 15 | Andrei Burcă       |         |
| LA                | 22 | Vasile Mogoș       | 38'     |
| VM                | 06 | Marius Marin       | 67' 72' |
| CM                | 21 | Nicolae Stanciu    | 81' 88' |
| CM                | 18 | Răzvan Marin       |         |
| RB                | 20 | Dennis Man         |         |
| SP                | 19 | Denis Drăguș       | 72'     |
| LB                | 10 | Ianis Hagi         | 72'     |
| Wisselspelers:    |    |                    |         |
| DM                | 12 | Horațiu Moldovan   |         |
| DM                | 16 | Ștefan Târnovanu   |         |
| VD                | 04 | Adrian Rus         |         |
| VD                | 05 | Ionuț Nedelcearu   |         |
| VD                | 24 | Bogdan Racovițan   | 38'     |
| MV                | 08 | Alexandru Cicâldău | 72'     |
| MV                | 14 | Darius Olaru       | 88'     |
| MV                | 26 | Adrian Șut         |         |
| AV                | 07 | Denis Alibec       | 72'     |
| AV                | 09 | George Pușcaș      |         |
| AV                | 13 | Valentin Mihăilă   | 72'     |
| AV                | 23 | Deian Sorescu      |         |
| AV                | 25 | Daniel Bîrligea    |         |
| Coach:            |    |                    |         |
| Edward Iordănescu |    |                    |         |

| DM             | 01 | Bart Verbruggen      |           |
| VD             | 22 | Denzel Dumfries      | 78'       |
| CV             | 06 | Stefan de Vrij       |           |
| CV             | 04 | Virgil van Dijk      |           |
| LA             | 05 | Nathan Aké           | 69'       |
| CM             | 24 | Jerdy Schouten       | 69'       |
| CM             | 07 | Xavi Simons          |           |
| CM             | 14 | Tijjani Reijnders    |           |
| RB             | 25 | Steven Bergwijn      | 46'       |
| SP             | 10 | Memphis Depay        | 90+2'     |
| LB             | 11 | Cody Gakpo           | 84'       |
| Wisselspelers: |    |                      |           |
| DM             | 13 | Justin Bijlow        |           |
| DM             | 23 | Mark Flekken         |           |
| VD             | 02 | Lutsharel Geertruida |           |
| VD             | 03 | Matthijs de Ligt     |           |
| VD             | 12 | Jeremie Frimpong     |           |
| VD             | 15 | Micky van de Ven     | 69'       |
| VD             | 20 | Ian Maatsen          |           |
| VD             | 17 | Daley Blind          | 90+2'     |
| MV             | 08 | Georginio Wijnaldum  |           |
| MV             | 16 | Joey Veerman         | 69'       |
| MV             | 26 | Ryan Gravenberch     |           |
| AV             | 09 | Wout Weghorst        | 84'       |
| AV             | 18 | Donyell Malen        | 46' 90+4' |
| AV             | 19 | Brian Brobbey        |           |
| AV             | 21 | Joshua Zirkzee       |           |
| Coach:         |    |                      |           |
| Ronald Koeman  |    |                      |           |

#### Kwartfinale
|                                              |                               |         |             |                                                                             |
| 6 juli 2024 «onderlinge duels» 21:00 (UTC+2) | Nederland                     | 2 – 1   | Turkije     | Olympiastadion, Berlijn Toeschouwers: 70.091 Scheidsrechter: Clément Turpin |
| 6 juli 2024 «onderlinge duels» 21:00 (UTC+2) | De Vrij 70' Müldür 76' (e.d.) | Verslag | 35' Akaydın | Olympiastadion, Berlijn Toeschouwers: 70.091 Scheidsrechter: Clément Turpin |

| Nederland | Turkije |

| DM             | 01 | Bart Verbruggen      |           |
| VD             | 22 | Denzel Dumfries      |           |
| CV             | 06 | Stefan de Vrij       |           |
| CV             | 04 | Virgil van Dijk      | 64'       |
| LA             | 05 | Nathan Aké           | 54' 73'   |
| CM             | 24 | Jerdy Schouten       |           |
| CM             | 07 | Xavi Simons          | 30' 87'   |
| CM             | 14 | Tijjani Reijnders    | 73'       |
| RB             | 25 | Steven Bergwijn      | 46'       |
| SP             | 10 | Memphis Depay        | 87'       |
| LB             | 11 | Cody Gakpo           |           |
| Wisselspelers: |    |                      |           |
| DM             | 13 | Justin Bijlow        |           |
| DM             | 23 | Mark Flekken         |           |
| VD             | 02 | Lutsharel Geertruida |           |
| VD             | 03 | Matthijs de Ligt     |           |
| VD             | 12 | Jeremie Frimpong     | 87'       |
| VD             | 15 | Micky van de Ven     | 73'       |
| VD             | 17 | Daley Blind          |           |
| MV             | 08 | Georginio Wijnaldum  |           |
| MV             | 16 | Joey Veerman         | 73'       |
| MV             | 26 | Ryan Gravenberch     |           |
| AV             | 09 | Wout Weghorst        | 46' 90+6' |
| AV             | 18 | Donyell Malen        |           |
| AV             | 19 | Brian Brobbey        |           |
| AV             | 21 | Joshua Zirkzee       | 87'       |
| Coach:         |    |                      |           |
| Ronald Koeman  |    |                      |           |

| DM                | 01 | Mert Günok          |           |
| RA                | 18 | Mert Müldür         | 82'       |
| CV                | 22 | Kaan Ayhan          | 89'       |
| CV                | 04 | Samet Akaydın       | 82'       |
| CV                | 14 | Abdülkerim Bardakcı |           |
| LA                | 20 | Ferdi Kadıoğlu      |           |
| RM                | 21 | Barış Alper Yılmaz  |           |
| CM                | 15 | Salih Özcan         | 77'       |
| CM                | 10 | Hakan Çalhanoğlu    |           |
| LM                | 19 | Kenan Yıldız        | 77'       |
| SP                | 08 | Arda Güler          |           |
| Wisselspelers:    |    |                     |           |
| DM                | 12 | Altay Bayındır      |           |
| DM                | 23 | Uğurcan Çakır       |           |
| VD                | 02 | Zeki Çelik          | 82'       |
| VD                | 13 | Ahmetcan Kaplan     |           |
| MV                | 05 | Okay Yokuşlu        | 77'       |
| MV                | 11 | Yusuf Yazıcı        |           |
| MV                | 17 | İrfan Can Kahveci   |           |
| AV                | 07 | Kerem Aktürkoğlu    | 77'       |
| AV                | 09 | Cenk Tosun          | 82' 90+3' |
| AV                | 24 | Semih Kılıçsoy      | 89'       |
| AV                | 25 | Yunus Akgün         |           |
| AV                | 26 | Bertuğ Yıldırım     | 90+6'     |
| Coach:            |    |                     |           |
| Vincenzo Montella |    |                     |           |

#### Halve finale
|                                               |           |         |                               |                                                                               |
| 10 juli 2024 «onderlinge duels» 21:00 (UTC+2) | Nederland | 1 – 2   | Engeland                      | Signal Iduna Park, Dortmund Toeschouwers: 60.926 Scheidsrechter: Felix Zwayer |
| 10 juli 2024 «onderlinge duels» 21:00 (UTC+2) | Simons 7' | Verslag | 18' (pen.) Kane 90+1' Watkins | Signal Iduna Park, Dortmund Toeschouwers: 60.926 Scheidsrechter: Felix Zwayer |

| Nederland | Engeland |

| DM             | 01 | Bart Verbruggen      |             |
| VD             | 22 | Denzel Dumfries      | 17' 90+3'   |
| CV             | 06 | Stefan de Vrij       |             |
| CV             | 04 | Virgil van Dijk      | 87'         |
| LA             | 05 | Nathan Aké           |             |
| CM             | 24 | Jerdy Schouten       |             |
| CM             | 07 | Xavi Simons          | 90+1' 90+3' |
| CM             | 14 | Tijjani Reijnders    |             |
| RB             | 18 | Donyell Malen        | 46'         |
| SP             | 10 | Memphis Depay        | 35'         |
| LB             | 11 | Cody Gakpo           |             |
| Wisselspelers: |    |                      |             |
| DM             | 13 | Justin Bijlow        |             |
| DM             | 23 | Mark Flekken         |             |
| VD             | 02 | Lutsharel Geertruida |             |
| VD             | 03 | Matthijs de Ligt     |             |
| VD             | 12 | Jeremie Frimpong     |             |
| VD             | 15 | Micky van de Ven     |             |
| VD             | 17 | Daley Blind          |             |
| VD             | 20 | Ian Maatsen          |             |
| MV             | 08 | Georginio Wijnaldum  |             |
| MV             | 16 | Joey Veerman         | 35'         |
| MV             | 26 | Ryan Gravenberch     |             |
| AV             | 09 | Wout Weghorst        | 46'         |
| AV             | 19 | Brian Brobbey        | 90+3'       |
| AV             | 21 | Joshua Zirkzee       | 90+3'       |
| AV             | 25 | Steven Bergwijn      |             |
| Coach:         |    |                      |             |
| Ronald Koeman  |    |                      |             |

| DM               | 01 | Jordan Pickford        |           |
| CV               | 02 | Kyle Walker            |           |
| CV               | 05 | John Stones            |           |
| CV               | 06 | Marc Guéhi             |           |
| RM               | 07 | Bukayo Saka            | 86' 90+3' |
| CM               | 26 | Kobbie Mainoo          | 90+3'     |
| CM               | 04 | Declan Rice            |           |
| LM               | 12 | Kieran Trippier        | 46' 90+4' |
| RB               | 11 | Phil Foden             | 81'       |
| SP               | 09 | Harry Kane             | 81'       |
| LB               | 10 | Jude Bellingham        | 72'       |
| Wisselspelers:   |    |                        |           |
| DM               | 13 | Aaron Ramsdale         |           |
| DM               | 23 | Dean Henderson         |           |
| VD               | 03 | Luke Shaw              | 46'       |
| VD               | 08 | Trent Alexander-Arnold |           |
| VD               | 14 | Ezri Konsa             | 90+3'     |
| VD               | 15 | Lewis Dunk             |           |
| VD               | 22 | Joe Gomez              |           |
| MV               | 16 | Conor Gallagher        | 90+3'     |
| MV               | 21 | Eberechi Eze           |           |
| MV               | 25 | Adam Wharton           |           |
| AV               | 17 | Ivan Toney             |           |
| AV               | 18 | Anthony Gordon         |           |
| AV               | 19 | Ollie Watkins          | 81'       |
| AV               | 20 | Jarrod Bowen           |           |
| AV               | 24 | Cole Palmer            | 81'       |
| Coach:           |    |                        |           |
| Gareth Southgate |    |                        |           |

 Frankrijk 1960 · 
 Spanje 1964 · 
 Italië 1968 · 
 België 1972 · 
 Joegoslavië 1976 · 
 Italië 1980 · 
 Frankrijk 1984 · 
 West-Duitsland 1988 · 
 Zweden 1992 · 
 Engeland 1996 · 
 Nederland & België 2000 · 
 Portugal 2004 · 
 Zwitserland & Oostenrijk 2008 · 
 Polen & Oekraïne 2012 · 
 Frankrijk 2016 · 
Europa 2020 · 
 Duitsland 2024
KNVB ·
A-internationals ·
Bondscoaches (m) ·
Topscorers ·
Nederlands vrouwenelftal ·
Bondscoaches (v) ·
Nederland B ·
Olympisch elftal ·
Jong Oranje ·
Nederland –20 ·
Nederland –19 ·
Nederland –18 ·
Nederland –17 ·
Nederland –16 ·
Nederland –15 ·
Nederlands amateurelftal ·
Nederlands zaterdagelftal ·
Jong OranjeLeeuwinnen ·
Vrouwen –20 ·
Vrouwen –19 ·
Vrouwen –18 ·
Vrouwen –17 ·
Vrouwen –16 ·
Vrouwen –15 ·
Militair mannenelftal ·
Militair vrouwenelftal ·
Strandteam ·
Vrouwen Strandteam ·
Futsalteam ·
Vrouwen Futsalteam

EK-wedstrijden ·
WK-wedstrijden ·
Resultaten kwalificaties en eindronden ·
Nederland B-wedstrijden ·
Officieuze wedstrijden ·
EK-wedstrijden vrouwen ·
WK-wedstrijden vrouwen ·
Resultaten vrouwen kwalificaties en eindronden
1905 – 1919 ·
1920 – 1929 ·
1930 – 1939 ·
1940 – 1949 ·
1950 – 1959 ·
1960 – 1969 ·
1970 – 1979 ·
1980 – 1989 ·
1990 – 1999 ·
2000 – 2009 ·
2010 – 2019 ·
2020 – 2029
2015 ·
2016 ·
2017 ·
2018 ·
2019 ·
2020 ·
2021 · 
2022
EK's: 1976 · 
1980 · 
1988 · 
1992 · 
1996 · 
2000 · 
2004 · 
2008 · 
2012 · 
2020 · 
2024
WK's: 1934 · 
1938 · 
1974 · 
1978 · 
1990 · 
1994 · 
1998 · 
2006 · 
2010 · 
2014 · 
2022
OS: 1908 ·
1912 ·
1920 ·
1924 ·
1928 ·
1948 ·
1952 ·
2008
Albanië ·
Andorra ·
Argentinië ·
Armenië ·
Australië ·
België ·
Bosnië en Herzegovina ·
Brazilië ·
Bulgarije ·
Canada ·
Chili ·
China ·
Colombia ·
Costa Rica ·
Curaçao ·
Cyprus ·
DDR ·
Denemarken ·
Duitsland ·
Ecuador ·
Egypte ·
Engeland ·
Estland ·
Faeröer ·
Finland ·
Frankrijk ·
GOS · 
Georgië ·
Ghana ·
Gibraltar ·
Griekenland ·
Hongarije ·
Ierland ·
IJsland ·
Indonesië ·
Iran ·
Israël ·
Italië ·
Ivoorkust ·
Japan ·
Joegoslavië ·
Kameroen ·
Kazachstan ·
Kroatië ·
Letland ·
Liechtenstein ·
Luxemburg ·
Malta ·
Marokko ·
Mexico ·
Moldavië ·
Montenegro ·
Nederlandse Antillen ·
Nigeria ·
Noord-Ierland ·
Noord-Macedonië ·
Noorwegen ·
Oekraïne ·
Oostenrijk ·
Paraguay ·
Peru ·
Polen ·
Portugal ·
Qatar ·
Roemenië ·
Rusland ·
Saarland ·
San Marino ·
Saoedi-Arabië ·
Schotland ·
Senegal ·
Servië en Montenegro ·
Slovenië ·
Slowakije ·
Sovjet-Unie ·
Spanje ·
Suriname ·
Thailand ·
Tsjechië ·
Tsjecho-Slowakije ·
Tunesië ·
Turkije ·
Uruguay ·
Verenigd Koninkrijk ·
Verenigde Staten ·
Wales ·
Wit-Rusland ·
Zuid-Afrika ·
Zuid-Korea ·
Zweden ·
Zwitserland
Argentinië (1978) ·
Argentinië (2006) ·
Argentinië (2014) ·
Argentinië (2022) ·
Australië (2014) ·
Brazilië (2014) ·
Chili (2014) · 
Costa Rica (2014) ·
Denemarken (2010) ·
Denemarken (2012) ·
Duitsland (2012) · 
Ecuador (2022) · 
Frankrijk (2008) ·
Italië (2008) ·
Ivoorkust (2006) ·
Japan (2010) ·
Kameroen (2010) ·
Mexico (2014) · 
Noord-Macedonië (2021) · 
Oekraïne (2021) · 
Oostenrijk (2021) · 
Portugal (2006) ·
Portugal (2012) ·
Portugal (2019) ·
Qatar (2022) ·
Roemenië (2008) ·
Rusland (2008) ·
San Marino (2011) ·
Senegal (2022) ·
Servië en Montenegro (2006) ·
Sovjet-Unie (1988) ·
Spanje (2010) ·
Spanje (2014) ·
Tsjechië (2021) · 
Uruguay (2010) ·
Verenigde Staten (2022) · 
West-Duitsland (1974)
1 Verbruggen ·
2 Geertruida ·
3 De Ligt ·
4 Van Dijk  ·
5 Aké ·
6 De Vrij ·
7 Simons ·
8 Wijnaldum ·
9 Weghorst ·
10 Depay ·
11 Gakpo ·
12 Frimpong ·
13 Bijlow ·
14 Reijnders ·
15 Van de Ven ·
16 Veerman ·
17 Blind ·
18 Malen ·
19 Brobbey ·
20 Maatsen ·
21 Zirkzee ·
22 Dumfries ·
23 Flekken ·
24 Schouten ·
25 Bergwijn ·
26 Gravenberch ·
Coach: Koeman